# زبان‌های آواری–اندی
زبان‌های آواری-اندی (انگلیسی: Avar–Andic languages) یکی از هفت شاخه اصلی خانواده زبان‌های قفقازی شمال شرقی است. این شاخه به دو شاخه فرعی زبان آواری و زبان‌های اندی تقسیم شده است، که از این میان زبان آواری با ۸۰۰٬۰۰۰ گویشور، به عنوان زبان نوشتار ۶۰٬۰۰۰ گویشور زبان‌های اندی و همین‌طور زبان‌های تسزی به کار می‌رود.